# William I. Hitchcock

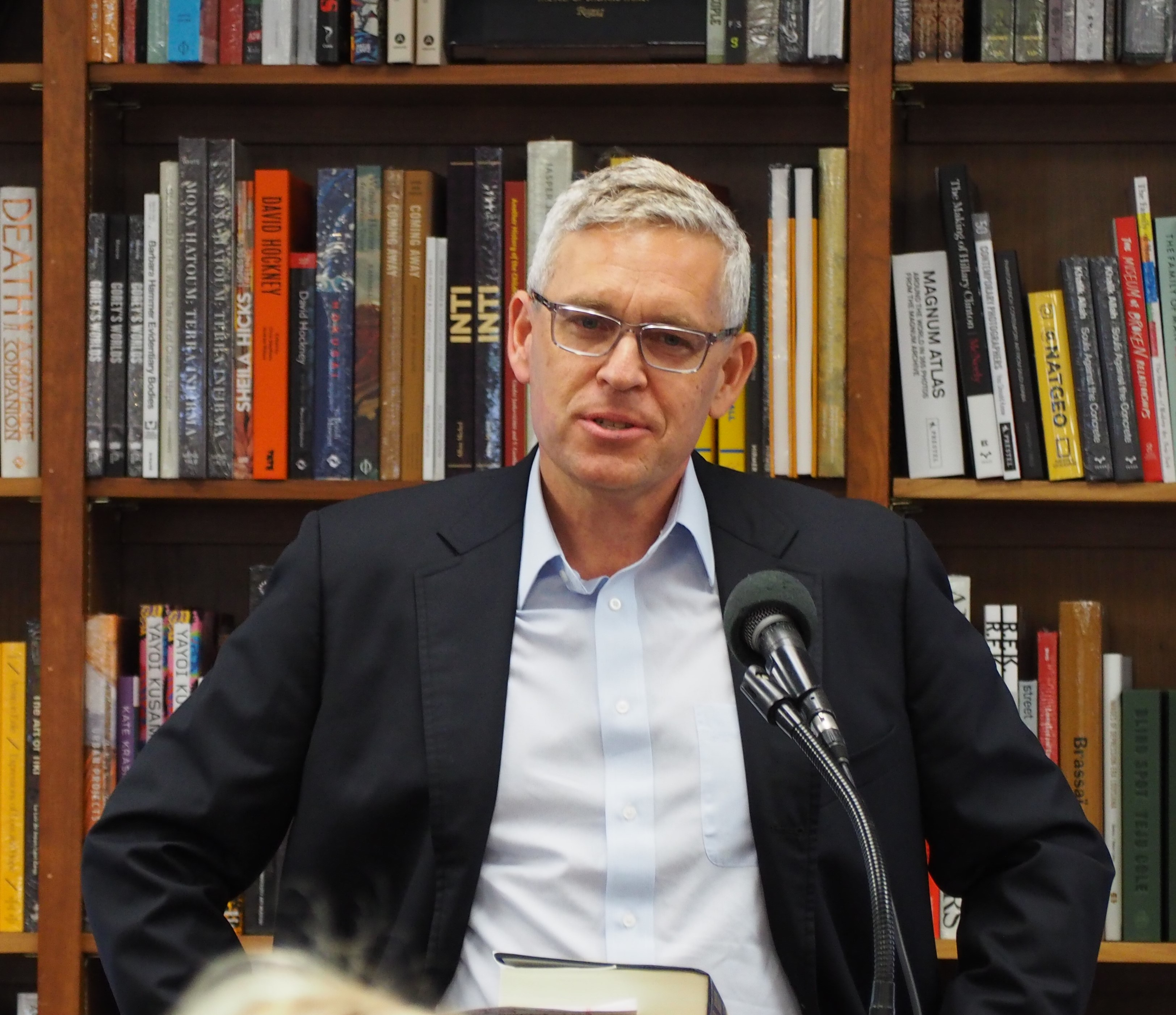
William I. Hitchcock

William I. Hitchcock (* 1965 in Fukuoka, Japan) ist ein US-amerikanischer Historiker. Sein Forschungsschwerpunkt liegt auf der Geschichte des 20. Jahrhunderts, die er unter Gesichtspunkten der Weltgeschichte, der Geschichte der Diplomatie und der Militärgeschichte betrachtet. Sein Hauptaugenmerk liegt hierbei vor allem auf dem Zeitraum der beiden Weltkriege sowie des Kalten Krieges.

## Leben
Hitchcock wurde 1965 in Japan als Sohn eines Foreign Service Officer geboren. Später studierte er am Kenyon College in Gambier, Ohio, wo er 1986 einen Bachelor of Arts erhielt. 1994 promovierte er an der Yale University zum Ph.D. Anschließend nahm er an der Yale University seine erste akademische Lehrtätigkeit auf und verbrachte dort die nächsten sechs Jahre. In dieser Zeit fungierte er ebenfalls als Associate Director of International Security Studies. 1999 wechselte er an das Wellesley College und lehrte dort die nächsten fünf Jahre. Danach wurde er Dean, sowie Professor für Geschichte an der Temple University in Philadelphia. Später war er dort auch Vorsitzender des History Department. 2010 erfolgte seine Berufung zum Professor am History Department der University of Virginia. Dort ihr er Randolph P. Compton Professor ebenfalls am Miller Center of Public Affairs der Universität.
Sein Buch The Bitter Road to Freedom: A New History of the Liberation of Europe gewann 2009 den George Louis Beer Prize der American Historical Association.

## Veröffentlichungen (Auswahl)
- France Restored: Cold War Diplomacy and the Quest for Leadership in Europe (1998, Chapel Hill: University of North Carolina Press)
- mit Paul Kennedy (Hrsg.): From War to Peace: Altered Strategic Landscapes in the 20th Century (2000, New Haven: Yale University Press)
- The Struggle for Europe: The Turbulent History of a Divided Continent, 1945-present (2003, New York: Doubleday; London: Profile Books)
- The Bitter Road to Freedom: A New History of the Liberation of Europe (2008, New York: The Free Press/Simon & Schuster)
- mit Petra Goedde, Akira Iriye (Hrsg.): The Human Rights Revolution: An International History (2012, New York: Oxford University Press)
- mit Melvyn P. Leffler, Jeffrey W. Legro (Hrsg.): Shaper Nations: Strategies for a Changing World (2016, Cambridge: Harvard University Press)
- The Age of Eisenhower: America and the World in the 1950s (2018, New York: Simon & Schuster)